# Johanna ter Steege
Johanna ter Steege (Notter, 10 mei 1961) is een Nederlands actrice.

## Levensloop
Ter Steege studeerde van 1979 tot 1984 aan de Academie voor Drama en Kunst in Kampen. Van 1984 tot 1988 doorliep zij de toneelschool in Arnhem. Op de Academie richtte zij met een paar studenten de theatergroep De Trust van Theu Boermans op.
In 1987 werd Ter Steege gevraagd voor een rol in de film Spoorloos, geregisseerd door George Sluizer. Hiervoor ontving zij de Felix Award (Berlijn) voor beste bijrol. Sindsdien heeft zij over de hele wereld gereisd, geacteerd in verschillende talen en gewerkt met beroemde regisseurs als Robert Altman (Vincent & Theo, 1990), István Szabó (Sweet Emma, dear Bobe), Heddy Honigmann (Tot Ziens/Goodbye, beste actrice in Locarno) en Bruce Beresford (Paradise Road, 1997). Ter Steege heeft gewerkt met acteurs als Glenn Close, Frances McDormand, Isabella Rossellini, Gary Oldman, Tim Roth en Klaus Maria Brandauer.
In januari 2001 speelde ze Countess Geschwitz in het stuk LULU, regie Jonathan Kent, in het Almeida Theatre in Londen en in Washington.
In november 2024 kreeg Ter Steege de Twentse Taalprijs uitgereikt in Oldenzaal door burgemeester Sander Schelberg van Hengelo. De prijs is een gekleurde glazen ijsvogel. In het rapport van de jury wordt Johanna een "eigentijds ambassadeur van de Twentse taal" genoemd.

## Privéleven
Ter Steege is de moeder van Hanna Obbeek (1998), die ook actrice is. Johanna ter Steege woont in Rotterdam samen met haar partner Matthijs Bongertman.

## Trivia
Stanley Kubrick (The Shining,  A Clockwork Orange) vond Johanna ter Steege de beste actrice ter wereld, toen hij haar castte voor de film Aryan Papers. Hij verkoos haar boven Julia Roberts die door de studio's naar voren was geschoven. De film werd overigens nooit gemaakt, daar Steven Spielbergs film Schindler's List ook zou uitkomen. Ter Steege werd wel betaald voor de rol.

## Filmografie
- Spoorloos (1988) - Saskia Wagter
- Vincent & Theo (1990) - Jo Bonger
- I Can No Longer Hear the Guitar (1991) - Marianne
- Meeting Venus (1991) - Monique Angelo
- Dear Emma, Sweet Böbe (1992) - Emma
- De bunker (1992) - Mevrouw Kleinveld
- The Birth of Love (1993) - Ulrika
- De pianiste (Televisiefilm, 1994) - De pianiste
- Immortal Beloved (1994) - Johanna Reiss
- Tot ziens (1995) - Laura
- Mama's proefkonijn (1996) - Odille
- The Phantom Heart (1996) - Mona
- Für immer und immer (1997) - Susanna
- Paradise Road (1997) - Zuster Wilhelmina
- Rembrandt (1999) - Saskia Uylenburgh
- Een vrouw van het noorden (1999) - Emilie van Thuile
- Hanna lacht (2000) - Moeder
- Mariken (2000) - Gravin
- De belager (Televisiefilm, 2000) - Elles Pauw
- The Sound of Drumming (Televisiefilm, 2001) - Vera
- Passing Future - 3 Solo's (Televisiefilm, 2001) - Vera
- The Year of the First Kiss (2002) - Moeder van Tristan
- Verder dan de maan (2003) - Ita Werner
- Sergeant Pepper (2004) - Anna Singer
- Guernsey (2005) - Bobby
- Een ander zijn geluk (2005) - Ann
- De partizane (2005) - Louise
- Dalziel and Pascoe (Televisieserie) - DS Anna Breukink (Afl., Wrong Place, Wrong Time: Part 1 & 2, 2006)
- Magic Paris (2007) - Kate
- L'Été indien (2007) - Johanna
- De Fuik (Televisiefilm, 2008) - Moeder
- Last Conversation (2009) - Anna
- Juliana: koningin van Oranje (Televisieserie, 2009) - Greet Hofmans
- L'insurgée (Restless) (2009) - Madeleine
- Tirza (2010) - Alma
- Isztambul (Istanbul) (2011) - Katalin Munk
- Achtste-groepers huilen niet (2012) - Moeder Akkie
- Lilet Never Happened (2013) - Claire
- A la Vie (2014) - Lili
- Brussel (2017) - Moniek van Dalen
- De Beentjes van Sint-Hildegard (2020) - Gedda
- Onder de blote hemel (2023) - Nora

## Toneel
- Terror (2017) - Officier van justitie
- Hanna van Hendrik (2019) - Hanna
- De Vergeten Twentse Lente (2023) - Fenna